# Voyelle pré-fermée antérieure arrondie
La voyelle pré-fermée (ou fermée inférieure, ou haute inférieure) antérieure (parfois mi-antérieure) arrondie est une voyelle utilisée dans certaines langues. Son symbole dans l'alphabet phonétique international est une petite capitale y [ʏ], et son équivalent en symbole X-SAMPA est Y.

## Caractéristiques
- Son degré d'aperture est haut inférieur, ce qui signifie que la position de la langue est proche de celle d'une voyelle fermée, mais légèrement moins resserrée.
- Son point d'articulation est mi-antérieur, ce qui signifie que la langue est placée presque aussi loin que possible à l'avant de la bouche.
- Son caractère de rondeur est arrondi, ce qui signifie que les lèvres sont arrondies.

## Langues
- Français québécois : sud [sʏd].
- Allemand : hübsch [hʏpʃ] « joli »
- Hongrois : üt [ʏt] « coup »
- Néerlandais : fuut [fʏ̈ɥt] « grèbe » (point d'articulation plus central que dans d'autres langues)

hut [hʏ̞t] « cabine » (degré d'aperture plus bas que dans d'autres langues)
- Suédois : ylle [ˈʏlːə] « laine »
- Turc : güneş [ɟʏ'nɛʃ] « soleil »